# Gries im Sulztal
Gries, häufig Gries im Sulztal genannt, ist ein Dorf und eine ehemalige Fraktion der Gemeinde Längenfeld im Bezirk Imst in Tirol mit 210 Einwohnern (Stand 2001).

## Geografie
Gries liegt auf 1569 m ü. A. am Fuß des Breiten Grießkogels im Sulztal, einem Seitental des Ötztals in den Stubaier Alpen, oberhalb des Fischbachs. Zur Fraktion  gehörten neben dem Dorf Gries der Weiler Winnebach, der Einzelhof Untenlehn, die Schutzhütten Amberger Hütte und Winnebachseehütte, das Alpengasthaus Nisslalm sowie die Vordere und Hintere Sulztalalm.

## Geschichte

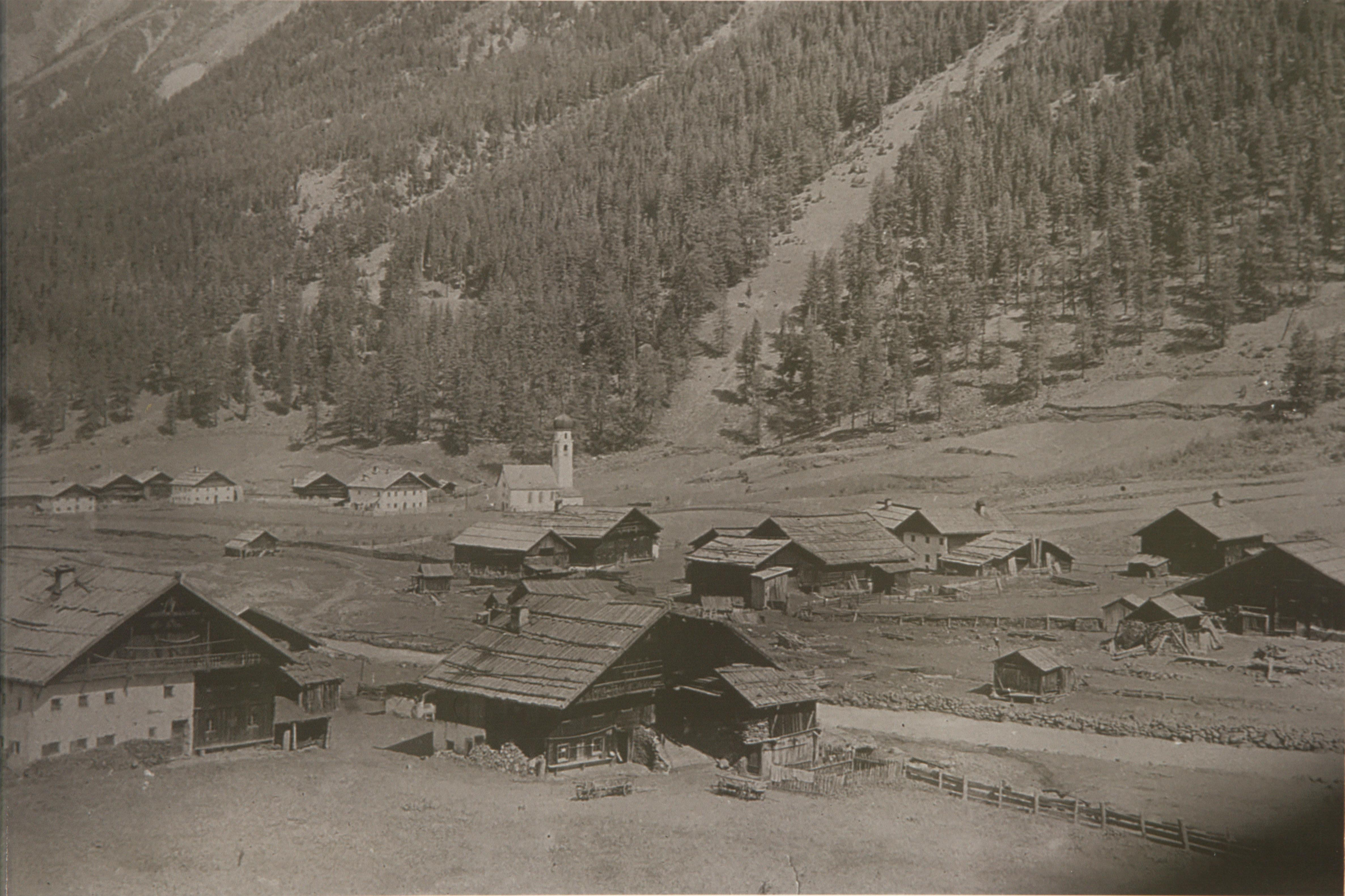
Gries um 1900

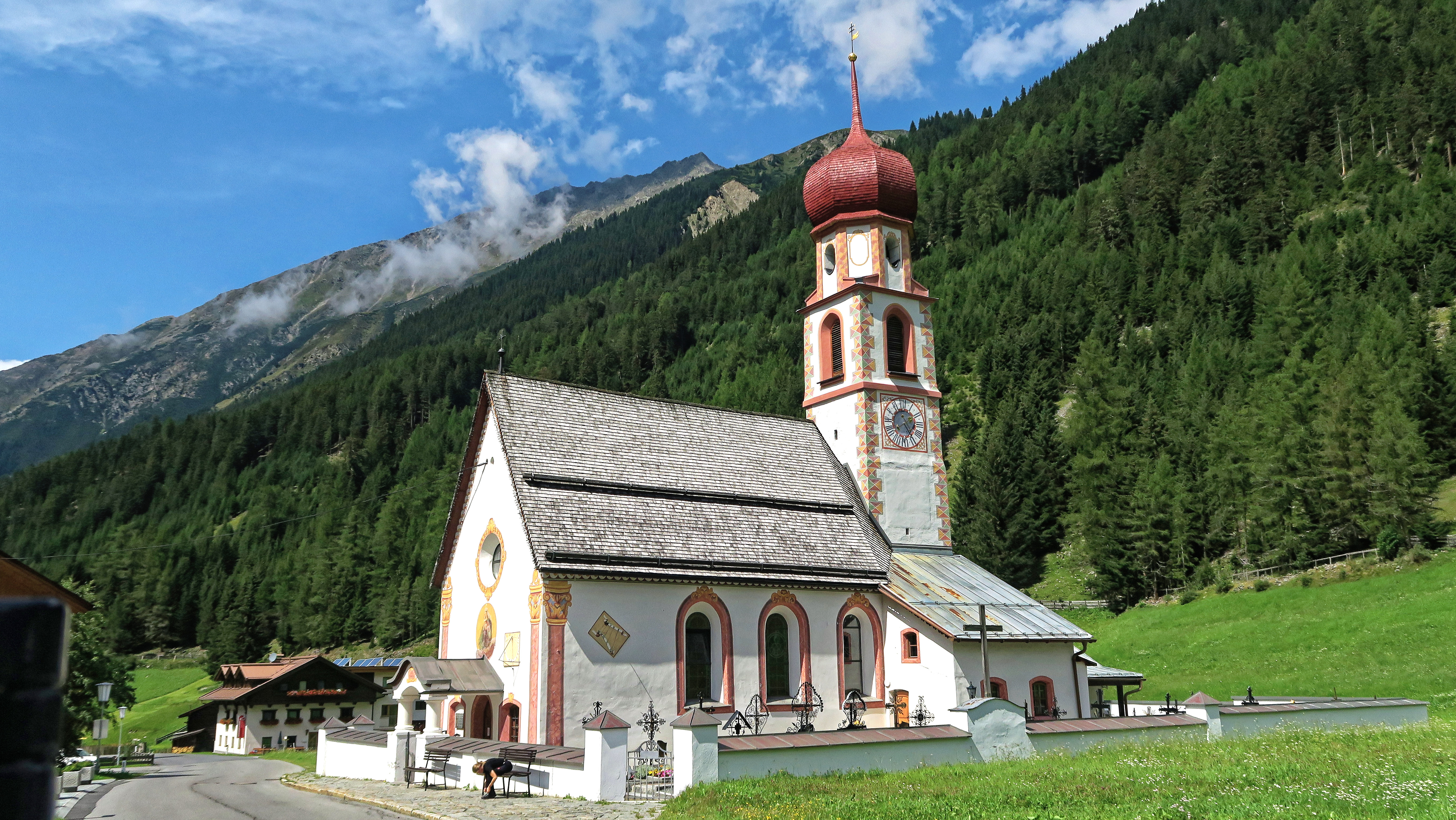
Kaplaneikirche Maria Hilf

Im 14. Jahrhundert wurden in Gries mehrere Schwaighöfe erwähnt, die sich im Besitz des Klosters Frauenchiemsee oder des Landesfürsten befanden. Im Jahr 1655 wurde die Kaplaneikirche Maria Hilf errichtet, die 1703 erweitert wurde und eine Kopie des Maria-Hilf-Bildes von Lucas Cranach erhielt, welches Ziel einer Marienwallfahrt wurde. Von 1864 bis 1871 wirkte Adolf Trientl als Kurat in Gries.
Von Dezember 1944 bis Dezember 1945 wurde in der Kaplaneikirche das aus dem Innsbrucker Dom in Sicherheit gebrachte Cranach-Gemälde  Maria-Hilf versteckt.

## Wirtschaft
Früher wurde unter schwierigen Bedingungen Roggen und Flachs angebaut. Die Äcker lagen dabei nicht am Talboden, sondern am Hang, wo die Sonneneinstrahlung am stärksten ist. Um 1970 wurde der Ackerbau ganz aufgegeben. Heute spielt der Tourismus eine wichtige Rolle.